# Archibald Razmott, mini-barbouze de choc
Archibald Razmott, mini-barbouze de choc est une bande dessinée britannique créé par Leo Baxendale.

## Historique
Eagle Eye, Junior Spy, titre original de cette série, est paru en Grande-Bretagne en 1964 dans les pages de l'hebdomadaire Wham! publié par Odhams Press.
En France, les aventures d'Archibald Razmott sont d'abord parues dans la revue féminine Confidences à la fin des années 1960. Mais elles sont essentiellement connues grâce à leur parution de 1973 à 1976 dans les pages du Journal de Mickey sous le nom Archibald Razmott, mini-barbouze de choc. Elles ont été rééditées à partir de 2007 en six tomes aux Éditions du Taupinambour avec une préface de François Corteggiani.
Le méchant de l'histoire, Sinistroreur, sous son nom anglais Grimly Feendish (en), aura sa propre bande dessinée dans Smash! à partir de 1966 : Grimly Feendish: The Rottenest Crook in the World! (Sinistroreur, l'escroc le plus pourri au Monde). Au cours des années 1970, dans Shiver and Shake (en), il apparaît au sein des Shiver Givers (les monstres de la revue), et a aussi sa propre bande dessinée.
Un autre « spin-off » de la série Eagle Eye, Junior Spy est The man from BUNCLE, une parodie de la série télévisée The man from U.N.C.L.E. (Des agents très spéciaux en français), mais dont Leo Baxendale n'a dessiné que les premiers épisodes.

## La bande dessinée

### Les personnages
Petit, vêtu d'un trench-coat blanc et portant un chapeau noir de forme plutôt curieuse (sans doute parce qu'on y trouve divers gadgets) dont dépassent quelques cheveux, Archibald Razmott, dit Archie (Eagle Eye dans la version originale), est un espion débutant, stagiaire et non rémunéré. Le grand-père de Archibald Razmott dit de lui qu'il a l'avantage de ne pas ressembler à un agent secret : de fait, il ressemblerait plutôt à un idiot…
Archibald Razmott est le plus souvent opposé à l'infâme Sinistroreur (Grimly Feendish). Il s'agit d'un personnage énorme et blafard, chauve, toujours vêtu de noir, à l'écharpe rouge et aux petites dents pointues. Sinistroreur est entouré de créatures horribles et de monstres en tous genres, et est bien décidé à conquérir le monde. Physiquement, Sinistroreur ressemble beaucoup à l'oncle Fester de la Famille Addams.
Archibald Razmott est en même temps l'ami de Fred, le neveu de Sinistroreur. Fred Oreur (Fred Feendish) ne veut pas ressembler à son oncle, car il veut « regarder la télé, manger des steaks frites et boire de la grenadine comme tout le monde ». Son oncle, au contraire, juge « qu'il y a assez de gens comme tout le monde et qu'on manque de monstres ».
Archibald reçoit ses ordres de son grand-père, le Colonel Tweed (Colonel Thynne). Celui-ci est anglais jusqu'au bout des ongles et rappelle un peu Sherlock Holmes avec sa pipe. Il n'hésiterait pas à sacrifier Archie, mais reprend un aspect paternel quand il l'envoie à l'école comme tous les autres enfants.
Il arrive que le petit agent secret croise durant ses missions de ravissantes jeunes femmes comme Mireille Barbotte (Kinky Boots), respectant en cela la tradition des agents secrets à la James Bond.

### La sauce tomatomic
Une formule secrète permet de modifier la structure atomique de la sauce tomate, de telle sorte que, lorsque l'on émet sur une certaine longueur d'onde, cette sauce modifiée, la « sauce tomatomic », explose avec un mini-champignon atomique.
Cette sauce modifiée revient dans plusieurs aventures d'Archibald Razmott, car Sinistroreur veut s'en servir pour faire exploser les institutions de sa Gracieuse Majesté. Des variantes de ce plan diabolique mettent en jeu des caramels mous à la sauce tomatomic, ou des panses de brebis farcies à la sauce tomatomic.
Dans la version originale, la base de l'explosif n'est pas de la sauce tomate, mais du sirop (Treacle (en)).

### Les monstres
Parmi le nombre incroyable de monstres délirants qui grouillent à toutes les pages des aventures de Archibald Razmott, le « panaradent » est un pied surmonté d'une immense mâchoire garnie de crocs acérés. Heureusement, pour le neutraliser, il suffit de lui donner un caramel mou : lorsque le panaradent est occupé à le mâcher, on peut lui lier le museau avec une ficelle ou y faire un nœud. 
Sinistroreur est souvent accompagné d'une énorme créature femelle, capable de marcher sur deux de ses tentacules et de se déguiser grossièrement en être humain, prénommée Gertrude. Dans certaines aventures, elle est dénommée « sa chère Glourg ».
La « globulie » est un monstre aux nombreux bras. Heureusement, elle s'étouffe à la fumée de la pipe du colonel Tweed. La « poulpideuse », équipée de nombreux tentacules, lui ressemble. Pour vaincre cette dernière, il faut savoir qu'elle est chatouilleuse sous ses tentacules. 
Les tétarakrocs sont des têtards géants, aux dents acérées. 

## Hommages
La chanson Grimly Fiendish du groupe The Damned en 1985 fait référence à Sinistroreur. En 1987, le groupe français Crabs ! sort à son tour une chanson intitulée Archibald Razmott.
Sinistroreur reprendra du service en 2005 pour la série Albion (en) de Alan Moore.
Zep cite Archibald Razmott dans l'arbre généalogique de Titeuf dans Portraits de famille publié chez Christian Desbois en 2006.
Le héros du dessin animé Moi, moche et méchant de 2010 rappelle beaucoup Sinistroreur par son apparence : chauve, blafard, vêtu d'un manteau noir avec une écharpe de couleur vive.